# Christy Karacas
Christy C. Karacas (New Hampshire, 8 marzo 1975) è un musicista, animatore, doppiatore, regista e sceneggiatore statunitense.
È noto soprattutto per aver creato Superjail! e Ballmastrz: 9009 su Adult Swim e per aver diretto Robotomy su Cartoon Network.

## Carriera
Fin da bambino, lo stile di disegno di Karacas ha tratto ispirazione dai supereroi dei fumetti e dai personaggi di Guerre Stellari fino agli scenari di Family Feud, spesso con temi violenti. Nonostante volesse dedicarsi inizialmente al materiale live-action, in seguito ha deciso di studiare cinema e animazione alla Rhode Island School of Design. Per il progetto cinematografico della scuola, Karacas ha creato il cortometraggio Space War, trasmesso ai festival di animazione.
Karacas ha iniziato la sua carriera nel settore dell'animazione presso la MTV Animation, dove ha lavorato come scenografo per la serie animata Daria. È il membro fondatore e chitarrista della band Cheeseburger. In precedenza ha lavorato anche nella creazione di sequenze di titoli, animazioni e illustrazioni per VBS.tv e la rivista Vice.
Nel 2001, mentre lavoravano a Daria, Karacas e Stephen Warbrick hanno creato il cortometraggio Bar Fight, presentandolo in numerosi festival cinematografici, sebbene sia stato rifiutato da tutti i network. Scoraggiato, Karacas ha trascorso del tempo a lavorare sulla sua band. Diversi anni dopo, Barfight ha attirato l'attenzione di Adult Swim permettendogli, insieme a Warbrick e Ben Gruber, di creare la serie animata Superjail!.
Mentre lavorava a Superjail!, Karacas ha lavorato a diversi altri progetti, tra cui la regia di dieci episodi della serie animata Robotomy di Cartoon Network e la scrittura di nuovo materiale per i Cheeseburger. Con la fine di Superjail!, Karacas è passato alla creazione di un'altra serie intitolata Ballmastrz: 9009, sempre per Adult Swim.

## Filmografia

### Regista
- Space War, regia di Christy Karacas (1997)
- Cartoon Sushi – serie animata, 1 episodio (1997)
- Bar Fight, regia di Christy Karacas e Stephen Warbrick (2006)
- Superjail! – serie animata, 37 episodi (2007-2014)
- Robotomy – serie animata, 10 episodi (2010-2011)
- Royal Blood: Out of the Black, regia di Christy Karacas e David Wilson (2015)
- Where Are They Now? – serie animata (2016)
- Ballmastrz: 9009 – serie animata, 20 episodi (2018-2020)

### Doppiatore
- Superjail! – serie animata, 25 episodi (2007-2014)
- Ballmastrz: 9009 – serie animata, 19 episodi (2018-2020)

### Sceneggiatore
- Superjail! – serie animata, 19 episodi (2007-2014)
- Royal Blood: Out of the Black, regia di Christy Karacas e David Wilson (2015)
- Ballmastrz: 9009 – serie animata, 5 episodi (2018-2020)

### Produttore esecutivo
- Robotomy – serie animata, 10 episodi (2010-2011)
- Superjail! – serie animata, 36 episodi (2007-2014)
- Ballmastrz: 9009 – serie animata, 20 episodi (2018-2020)

## Premi e riconoscimenti

### Nashville Film Festival
- 1997 - Miglior film studentesco per Space War